# Венедей, Якоб
Якоб Венедей (нем. Jacob Venedey; 24 мая 1805, Кёльн — 8 февраля 1871, Баденвайлер, Баден-Вюртемберг) — немецкий прозаик, журналист, военный корреспондент, публицист и политик. Один из видных представителей борьбы с реакцией в 1830—1840-х годах.

## Биография
С 1824 по 1827 год обучался в университетах Гейдельберга и Бонна. Работал в юридической фирме своего отца. Во время учебы был членом студенческого братства. В начале 1830-х годов начал публиковать работы. Принимал участие в демонстрации за единую и свободную Германию в Нойштадт-ан-дер-Вайнштрасе. Не раз подвергался преследованиям властей. В сентябре 1832 года был арестован в Мангейме и заключён в тюрьму. Помимо участия в демонстрации, был обвинён в нарушении Закона о печати и членстве в братстве. 
Бежал из тюрьмы в Страсбург. Там он основал вместе с другими немецкими эмигрантами «Союз отверженных» («Bund der Geächteten»), в котором играл активную роль. В 1834 году возглавил «Союз отверженных». В этом союзе, ставившем себе целью добиться свободного режима для Германии, Я. Венедей представлял правое, буржуазно-либеральное крыло; в противоположность другому лидеру союза, социалисту Теодору Шустеру, он обращал мало внимания на социальные вопросы, считая, что после введения демократического строя они сами собой решатся.

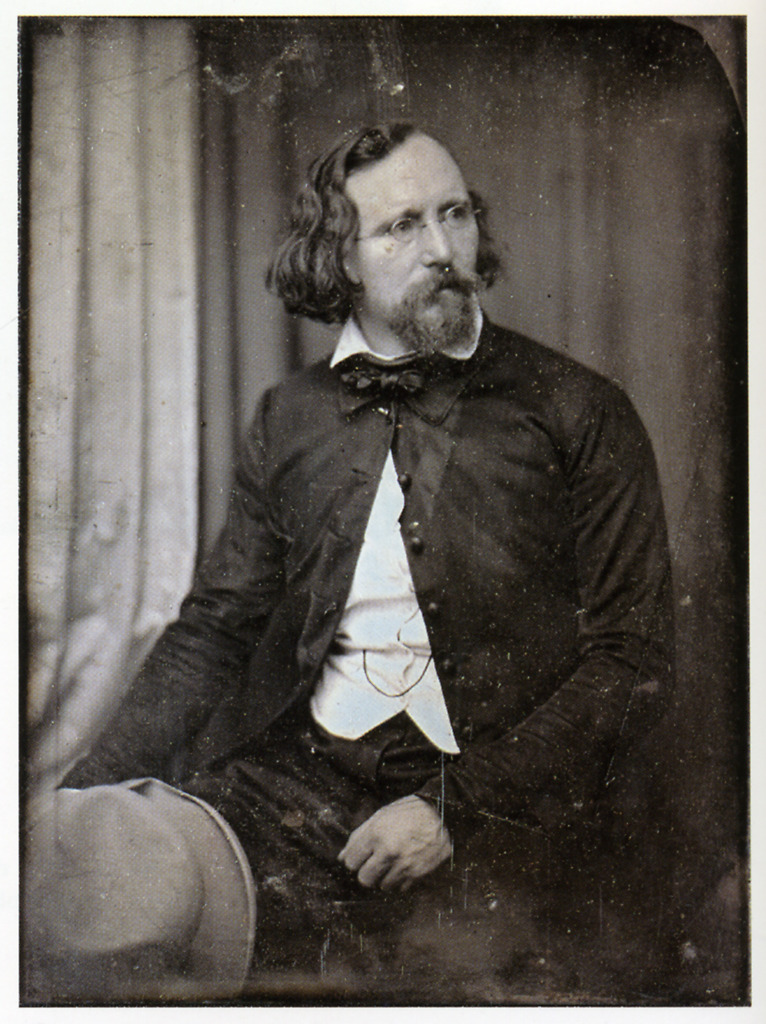
Якоб Венедей в 1848 году

Работал в качестве парижского корреспондента для аугсбургской газеты «Allgemeine Zeitung» и издания «Leipziger Allgemeine Zeitung».
Издавал журнал «Отверженный» («Опальный», «Der Geächtete»), что повлекло за собою его высылку в Гавр. После благосклонного отзыва, данного Французской Академией о сочинении Я. Венедея, переведённом потом на немецкий язык под заглавием «Römertum, Christentum, Germanentum» (Франкфурт, 1840), Араго и Минье выхлопотали ему позволение жить беспрепятственно в Париже.
В Германию Я. Венедей возвратился только в 1848 году, был одним из лидеров левых в Предварительном парламенте и Национальном собрании во Франкфурте. Боролся за политическое объединение всей Германии, выступая против сепаратистов и против прусского главенства. Против прусской гегемонии Я. Венедей боролся и после Австро-прусско-итальянской войны (1866).
В 1840-х годах был сотрудником в первом и втором издании государственного словаря Роттека-Велькера (Rotteck-Welckersches Staatslexikon). В 1848 году был членом Германского предпарламента и предпарламента Франкфурта.
В 1850 году в качестве военного корреспондента участвовал в датско-прусской войне. Прусское правительство изгнало его из Берлина и Бреслау, после чего в 1852 году он переехал в Бонн, а в 1853 году — в Цюрих (Швейцария). В 1855 году он вернулся в Германию как внештатный писатель и сначала жил в Гейдельберге, с 1858 года — в Баденвайлере.

## Избранные произведения
- Das Geschwornengericht in den preußischen Rheinprovinzen. Köln 1830
- Reise- und Rasttage in der Normandie. 1838
- Preußen und Preußenthum. Mannheim 1839
- Die Deutschen und Franzosen nach dem Geiste ihrer Sprachen und Sprüchwörter. X, 176 S., Heidelberg, Winter, 1842.
- Wahrheiten mit und ohne Schleier. Von einem deutschen Verbannten. Paris 1843
- Machiavel, Montesquieu, Rousseau. Franz Duncker. Berlin, 1850.